# 진안 금당사 석탑
진안 금당사 석탑(鎭安 金塘寺 石塔)은 대한민국 전북특별자치도 진안군 마령면, 금당사에 있는 석탑이다. 1986년 9월 8일 전라북도의 문화재자료 제122호로 지정되었다.

## 개요
연못 가운데 자리한 이 석탑은 남아 있는 부재로 보아 본래 오층탑이었던 것으로 여겨진다. 조선시대에 임진왜란과 병자호란을 겪으면서 석탑이 크게 파손되었으나, 숙종(1674~1720) 때 지금의 자리로 옮겨와 고쳐 세웠다. 받침부 중간에 놓인 돌은 원래의 것이 아니며, 꼭대기 부분 역시 없어진 것을 후대에 만들어 놓았다. 이 지방에서 종종 볼 수 있는 소형 석탑으로, 구조나 제작수법을 보아 고려시대에 만든 것으로 여겨진다. 1300년의 전통을 지닌 금당사는 원래 열반종 계통의 절이었으나 지금은 조계종에 속해 있으며, 고려말 나옹스님이 이곳에서 도를 닦았다고 한다.

## 같이 보기
- 금당사

## 참고 자료
- 진안 금당사 석탑 - 국가유산청 국가유산포털